# Actinanthus
Actinanthus là chi thực vật có hoa trong họ Apiaceae.

## Danh sách loài
- Actinanthus syriacus